# 부여 정암리 와요지
부여 정암리 와요지(扶餘 亭岩里 瓦窯址)는 대한민국 충청남도 부여군 장암면 정암리, 부여 백마강 건너 야산 남쪽 비탈에 있는 백제 가마터이다. 1992년 5월 4일 대한민국의 사적 제373호로 지정되었다.

## 개요
부여 백마강 건너 야산 남쪽 비탈에 있는 백제 가마터이다.
백제 가마 11기와 고려시대의 가마 1기가 조사되었다. 가마는 풍화된 화강암반을 파고 들어가 만든 지하식 가마이며 천장을 제외하고는 완전하게 남아있다. 출토 유물은 연꽃무늬 수막새, 상자형 전돌, 토기, 각종 기와 등이 있다. 연꽃무늬 와당은 군수리와 동남리에서 나온 와당과 비슷해, 이곳에서 기와를 구워 부여의 주요 건물에 공급한 것으로 보인다.
백제(6세기 후반∼7세기전반) 가마터로서 그 모습이 잘 남아 있어 백제 가마 연구에 중요한 유적이다.

## 갤러리

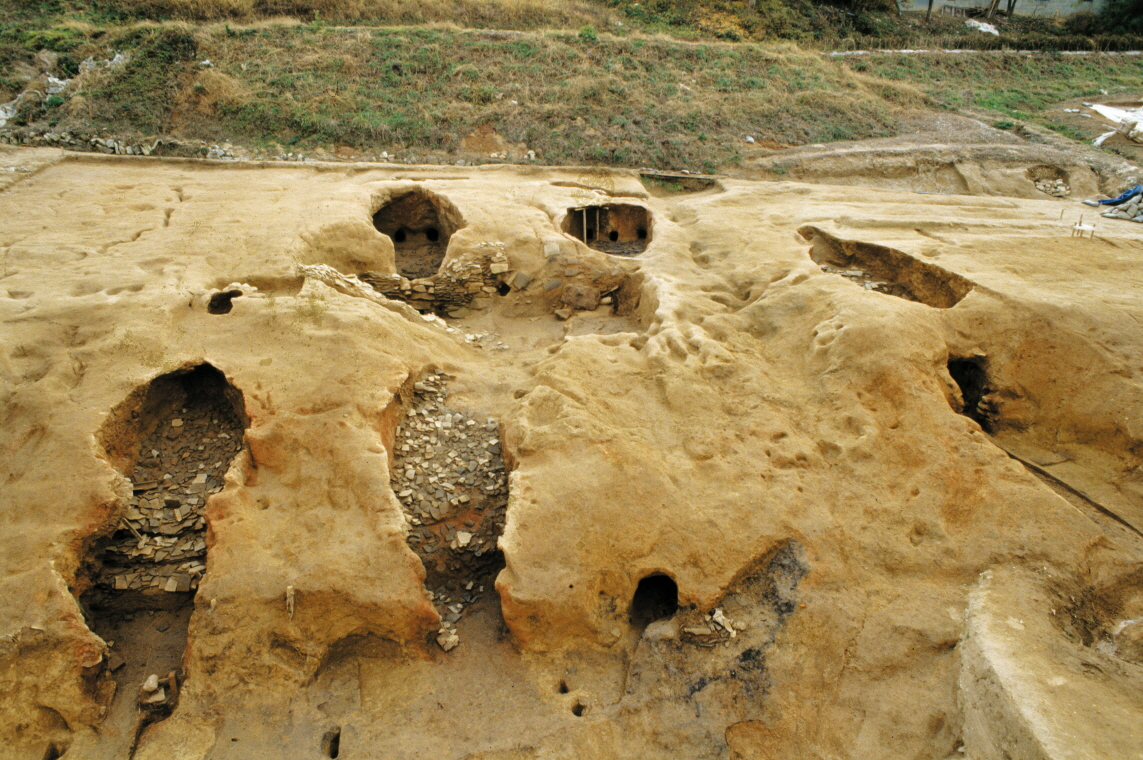
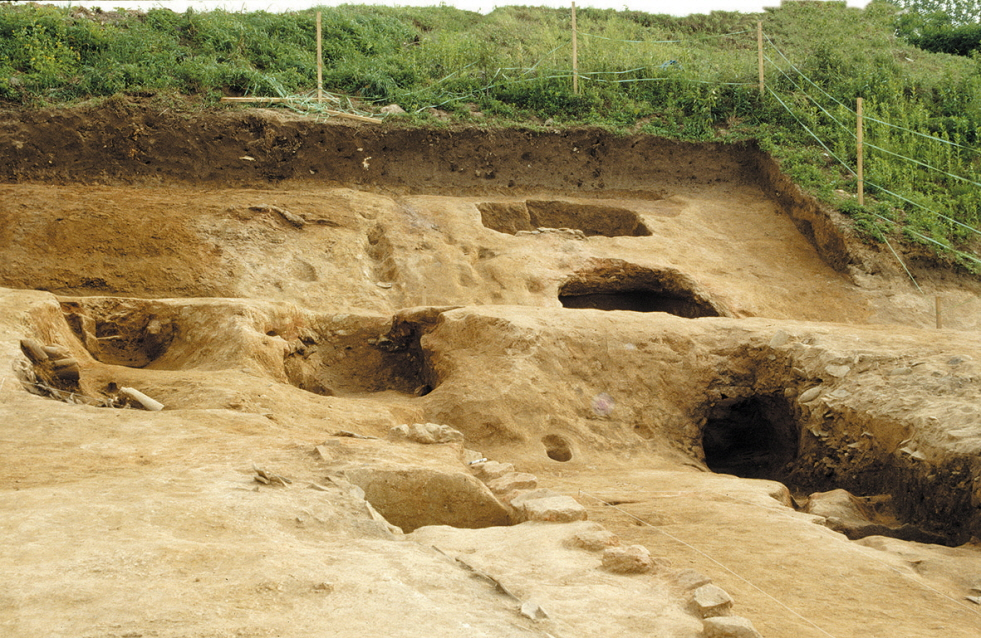
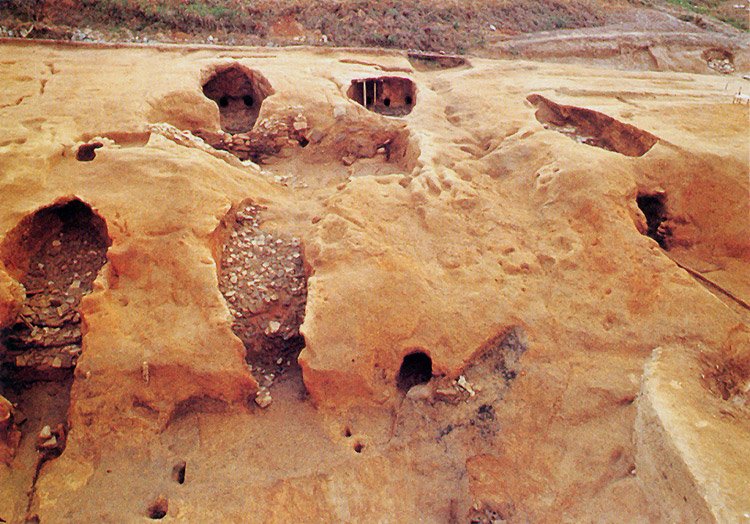
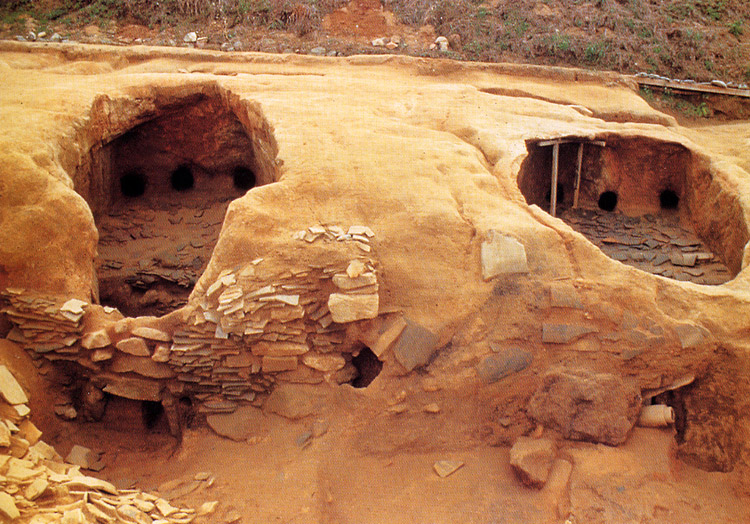